# Amt Mönchgut-Granitz
Amt Mönchgut-Granitz – niemiecki związek gmin leżący w kraju związkowym Meklemburgia-Pomorze Przednie, w powiecie Vorpommern-Rügen. Siedziba związku znajduje się w miejscowości Baabe.
W skład związku wchodzi sześć gmin wiejskich (Gemeinde):
1. Baabe
2. Göhren
3. Lancken-Granitz
4. Mönchgut
5. Sellin
6. Zirkow

Do 31 grudnia 2017 do związku należały jeszcze trzy gminy: Gager, Middelhagen oraz Thiessow. Gminy te połączono w nową gminę Mönchgut.